# Municipio de Maxwell (Minnesota)
El municipio de Maxwell (en inglés: Maxwell Township) es un municipio ubicado en el condado de Lac qui Parle en el estado estadounidense de Minnesota. En el año 2010 tenía una población de 179 habitantes y una densidad poblacional de 1,9 personas por km².

## Geografía
El municipio de Maxwell se encuentra ubicado en las coordenadas 44°51′6″N 96°2′10″O / 44.85167, -96.03611. Según la Oficina del Censo de los Estados Unidos, el municipio tiene una superficie total de 94.21 km², de la cual 94,07 km² corresponden a tierra firme y (0,15 %) 0,14 km² es agua.

## Demografía
Según el censo de 2010, había 179 personas residiendo en el municipio de Maxwell. La densidad de población era de 1,9 hab./km². De los 179 habitantes, el municipio de Maxwell estaba compuesto por el 100 % blancos. Del total de la población el 1,12 % eran hispanos o latinos de cualquier raza.